# Dorylus faurei
Dorylus faurei é uma espécie de formiga do gênero Dorylus.